# 코브라 (스타크래프트)
코브라(영어: Diamondback, Cobra)는 스타크래프트 2 종족인 테란의 유닛이다. 군수공장에서 생산이 가능하다.

## 설명
코브라는 스타크래프트 2에서 새롭게 추가된 유닛으로 스타크래프트 2의 캠페인과 협동전에서만 등장하는 유닛이다. 코브라는 영어 이름에서 Cobra라는 이름을 사용해 진짜 코브라라는 뱀의 영어 이름을 사용하기도 하지만 Diamondback이란 이름을 사용해 다이아몬드백이란 이름으로도 불리는데 이는 한국어로 번역하면 방울뱀의 영어 이름이 된다. 코브라는 메카닉 테란의 유닛이며 기동성과 화력을 모두 겸비한 유닛이다. 코브라는 기동성이 좋은 장점을 이용해 무빙샷의 컨트롤이 가능한 유닛이며 중후반에 울트라리스크와 같은 저그의 최종 테크트리 지상 유닛들이 등장하면 이것을 상대하기 좋은 조건을 갖춘 유닛이다. 적의 방어선에도 큰 타격을 줄 수 있는 유닛이기도 하며 높은 화력까지 겸비한 유닛이기에 이로 인하여 크루시오 공성 전차나 기타 테란의 메카닉 유닛들과 조합하여 강력한 테란의 지상 유닛 조합을 구성하는 것도 가능하다. 생산하는데 필요한 선행 건물의 조건은 군수공장에 애드온된 기술실이다. 코브라를 생산하는데 필요한 자원, 인구수, 생산 시간은 광물:150, 가스:150, 인구수:4, 생산 시간:50초이다. 유닛의 능력치는 체력:200 → 체력 증진 업그레이드시 250, 기본 방어력:1, 파쇄 레일건 지대지 공격력:20에 중장갑을 상대론 40의 추가 피해를 입하는 능력치를 가지고 있다. 코브라는 메카닉 테란의 유닛들 중에선 높은 인구수에 걸맞게 체력도 높고 공격력이 좋지만 지대공 공격은 불가능하기 때문에 적이 공대지 공중 유닛으로 대응하면 지대공이 되는 골리앗이나 기타 다른 지대공 공격이 가능한 지상 유닛, 공대공 공격이 가능한 공중 유닛으로 호위해야 한다. 코브라의 능력치 업그레이드는 군수공장에 애드온된 기술실에서 하며 군수공장에 애드온된 기술실에서는 코브라의 관련 업그레이드로 코브라가 이동 중에도 레일건을 발사할 수 있는 업그레이드인 이동 중 발사, 코브라의 사거리를 1만큼 더 늘려주는 업그레이드인 삼중리튬 전지, 코브라의 체력을 50만큼 증가시키는 일체형 동체의 업그레이드도 가능하다. 이외에 코브라는 적이 근접하면 공격을 못하는 공성 모드의 크루시오 공성 전차의 호위 보조 유닛으로 시체매 등과 함께 같이 사용되기도 한다.

## 같이 보기
- 스타크래프트
- 테란